# Mariusz Jędrzejko
Mariusz Zbigniew Jędrzejko – polski pedagog i socjolog, doktor habilitowany nauk humanistycznych.

## Życiorys
Jest absolwentem Wyższej Szkoły Oficerskiej Wojsk Pancernych (I lokata) i studiów podyplomowych na Uniwersytecie Warszawskim. W latach 1981–2004 pełnił zawodową służbę wojskową, był między innymi w 1998 najmłodszym oficerem WP mianowanym na stopień pułkownika. 
W 2002 uzyskał w Akademii Pedagogiki Specjalnej im. Marii Grzegorzewskiej w Warszawie stopień doktora nauk humanistycznych w zakresie pedagogiki (specjalność: pedagogika specjalna) na podstawie rozprawy pt. Subkultury młodzieżowe w środowisku młodzieży cywilnej i wojskowej (aspekty historyczne i współczesne). Habilitację uzyskał na Wydziale Pedagogicznym Uniwersytetu Mikołaja Kopernika w Toruniu. 
Był zatrudniony na stanowisku profesora nadzwyczajnego w Wyższej Szkole Biznesu w Dąbrowie Górniczej, Akademii Humanistycznej im. Aleksandra Gieysztora w Pułtusku, Akademii Humanistyczno-Ekonomicznej w Łodzi, Uniwersytecie Technologiczno-Humanistycznym im. Kazimierza Pułaskiego w Radomiu, Akademii Nauk Stosowanych im. Józefa Gołuchowskiego w Ostrowcu Świętokrzyskim, Chrześcijańskiej Akademii Teologicznej w Warszawie i Szkole Głównej Gospodarstwa Wiejskiego w Warszawie.
Obecnie pracuje na stanowisku profesora uczelni w Akademii Piotrkowskiej.

## Odznaczenia
- Złoty Krzyż Zasługi[2]
- Srebrny Krzyż Zasługi[2]